# Almendra (canción)
«Almendra» es un tema instrumental compuesto por el músico argentino Luis Alberto Spinetta en coautoría con Eduardo Martí, incluida en el álbum Kamikaze de 1982, álbum ubicado en la posición n.º 24 de la lista de los 100 mejores discos del rock argentino por la revista Rolling Stone. Está inspirado en la banda Almendra, una de las fundadoras del llamado "rock nacional" argentino, que integró el propio Spinetta.
En el álbum Kamikaze, el tema es tocado a dúo de guitarras acústicas por Spinetta y Martí.

## La canción

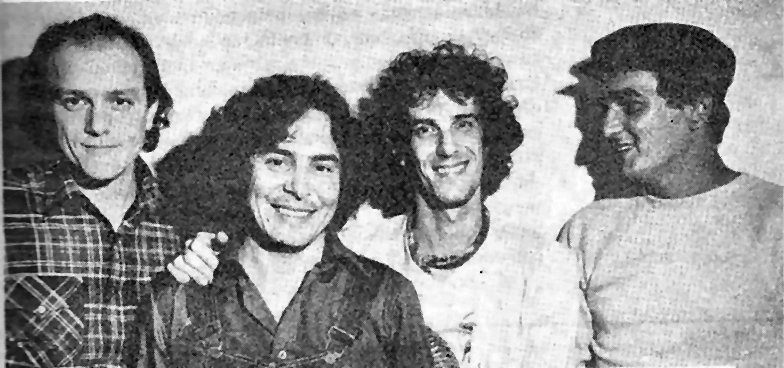
Los integrantes de Almendra, de izquierda a derecha: Emilio del Guercio, Rodolfo García, Luis Alberto Spinetta y Edelmiro Molinari

"Almendra" es el quinto track (Lado A) del álbum Kamikaze. Ha sido descripto como un "delicioso" tema instrumental en el que Spinetta y Eduardo Martí, fotógrafo, amigo y director de todos sus videos, interpretan en dúo de guitarras Ovation una composición que evoca a la histórica banda Almendra, en la que se inició, a fines de la década de 1960, la historia grande de Spinetta. Eduardo Martí, conocido también como "El Turco" o "Dylan", es el padre de Lucas Martí y Emmanuel Horvilleur. Este último años después formaría el dúo Illya Kuryaki and the Valderramas, con Dante, el hijo mayor de Spinetta.